# Niambia flavescens
Niambia flavescens är en kräftdjursart som beskrevs av Barnard1924. Niambia flavescens ingår i släktet Niambia och familjen myrbogråsuggor. Inga underarter finns listade i Catalogue of Life.